# Négyes
Négyes é um município da Hungria, situado no condado de Borsod-Abaúj-Zemplén. Tem 17,33 km² de área e sua população em 2015 foi estimada em 235 habitantes.